# 冬天腊石刻
冬天腊石刻，位于中国广东省河源市和平县上陵镇，为河源市和平县的一个县级文物保护单位，类型为石窟寺及石刻，公布时间为1986年9月。
冬天腊石刻的历史年代为明代。